# People's History Museum
 (septembre 2018).
Si vous disposez d'ouvrages ou d'articles de référence ou si vous connaissez des sites web de qualité traitant du thème abordé ici, merci de compléter l'article en donnant les références utiles à sa vérifiabilité et en les liant à la section « Notes et références ».

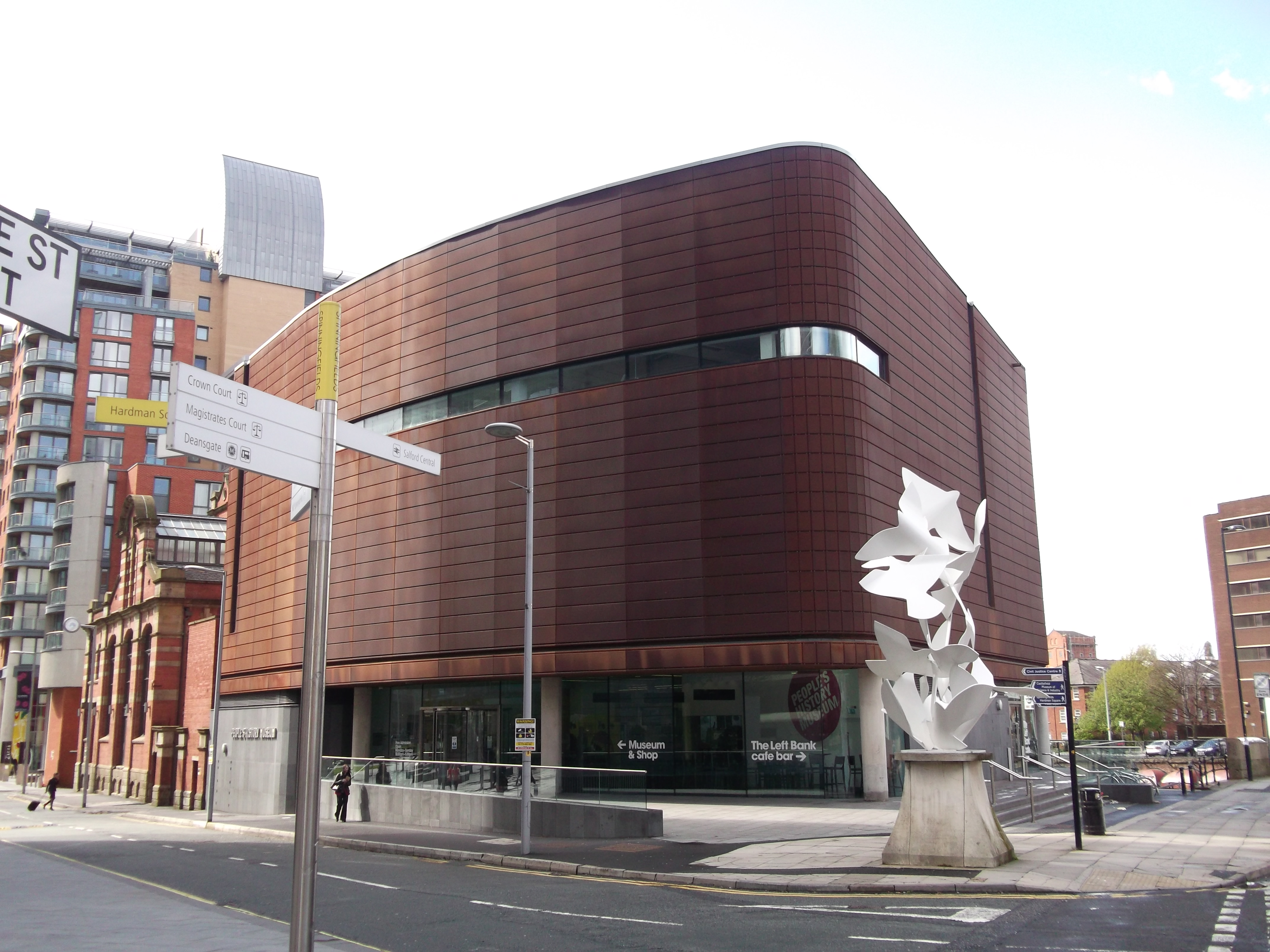
People's History Museum.

Le People's History Museum (originellement appelé National Museum of Labour History jusqu'en 2001) est un musée de Manchester, en Angleterre. C'est un important centre de collection, conservation et d'étude de l'histoire de la classe ouvrière au Royaume-Uni. Le bâtiment qui l'abrite est classé, et est une ancienne station de pompage hydraulique, conçue par l'architecte Henry Price.
Le musée raconte l'histoire de la démocratie au Royaume-Uni, et montre la vie quotidienne, le travail et les loisirs des britanniques ces 200 dernières années. Il possède une importante collection d'objets de la vie quotidienne et de photographies.